# 朱宗慶打擊樂團
朱宗慶打擊樂團（JPG；英語：Ju Percussion Group），是臺灣第一支專業打擊樂團，成立於1986年1月2日。樂團以「演奏、教學、研究、推廣」等四大目標進行發展，秉持著永續經營的理念，從樂團衍生陸續成立基金會及教學系統，並創辦臺灣國際打擊樂節、台北國際打擊樂夏令營等系列活動。樂團迄今已演出超過3,000場次，數度赴歐、美、亞、澳等多國演出，遍及全球34個國家及地區，教學系統累計培育出超過15萬名的打擊樂學習人口。

## 沿革
朱宗慶打擊樂團成立於1986年1月2日，為臺灣第一支專業打擊樂團，其設定自身具「結合傳統和現代、融合本土與國際」風格特色，以及「演奏、教學、研究、推廣」四項目標；每年從事大型公演、全新製作及持續的委託創作發表等，在全球34個國家及地區有3,000場次以上演出，委託創作曲目260首。
創辦人暨藝術總監朱宗慶創立樂團的初衷，是希望分享打擊樂藝術之美，有助其立志及培養國際視野。為了追求永續經營，從樂團衍伸至基金會以及教學系統。1989年成立「財團法人擊樂文教基金會」，導入藝術行政專業經營，使樂團有了專職的行政單位。1991年宣布成立朱宗慶打擊樂教學系統，從基礎教育扎根，推廣打擊樂；在臺灣有21個教學中心，全球共有24家教學中心，累計超過15萬的學習人口。
1999年創立躍動打擊樂團，後於2005年正名為「朱宗慶打擊樂團２」定位二團，團員皆為國內大專院校打擊樂主修在學生，以「實驗、創新」為目標，進行推廣教育演出；每年固定演出兒童音樂會於臺灣各縣市以及中國大陸各城市巡迴演出。而原「躍動打擊樂團」則定位為三團，以校園巡迴推廣為主要演出活動。
2000年成立「傑優青少年打擊樂團」，為社團性質之樂團，由10至18歲青年學子組成，至2023年全臺共有逾100餘團，由朱宗慶打擊樂團團員搭配專任講師擔任各樂團的教學指導；傑優青少年打擊樂團專任講師並於2014年成立「JUT 打擊樂團－傑優教師打擊樂團」，定期舉辦音樂會。
為推動臺灣打擊樂與國際接軌，1993 年創辦首屆TIPC台北國際打擊樂節（2011年節目擴大至全台各縣市演出，正式更名為TIPC臺灣國際打擊樂節），邀請國際知名樂團及擊樂家來台演出，期盼讓更多臺灣人認識打擊樂、認識世界一流的打擊樂團；至2023年5月止，臺灣國際打擊樂節（TIPC）共舉辦11屆。延伸自TIPC臺灣國際打擊樂節之平台能量，1999年創辦台北國際打擊樂夏令營（TIPSC），並於其後每年舉辦，延聘國際級演奏家來台授課，使青年學子能近距離向大師學習。2017年舉辦首屆臺灣國際打擊樂節大賽（TIPCC）與第九屆TIPC同時舉行，發掘打擊樂壇新秀。2020年至2022年期間因受Covid-19疫情影響，台北國際打擊樂夏令營曾暫停舉辦，2023年再度恢復辦理；原訂2021年第11屆TIPC臺灣國際打擊樂節亦宣布延期舉辦，至2023年恢復辦理。
2016年，樂團成立30週年，創辦人暨藝術總監朱宗慶獲選PAS名人堂，是華人世界獲此殊榮之第一人。朱宗慶打擊樂團在陶瓷品牌「瓷林」的協助下成立「JPG擊樂實驗室」創新育成計畫，搭建培育基地，以輔導陪伴、資源串連、扶植課程、提供資金等多元方式支持陪伴35歲以下的新銳打擊樂家。2022年12月25日晚間，朱宗慶打擊樂團所承租位於新北市八里區的倉庫，受連棟鐵皮工廠火災之波及，存放於內的樂器、布景、道具以及累積多年的文物資料和紀念檔案等，全數付之一炬。火災發生後，樂團以緊急應變措施，確保演出與相關活動如期如質舉辦，後續則展開重建與永續發展計畫。

## 國際演出及藝術評論
朱宗慶打擊樂團曾赴歐、美、亞、澳等多國演出。2014年，展開歐洲巡演，赴奧地利、德國、匈牙利三國四地舉辦音樂會，並首登維也納音樂廳演出。2016年適逢樂團30週年，登上比利時布魯塞爾、荷蘭阿姆斯特丹、德國柏林、英國倫敦四個世界知名的場館舞台。2017年，第三度受邀赴莫斯科參與契訶夫國際劇場藝術節，演出擊樂劇場《木蘭》。2022年11月赴美國參與國際打擊樂藝術協會（PAS）主辦的世界打擊樂年會（PASIC），並舉辦專場音樂會，是全球Covid-19疫情後樂團首度恢復國際活動。曾受邀參與法國巴黎夏日藝術節、匈牙利布達佩斯春季藝術節、日本世界博覽會、俄國莫斯科契訶夫國際劇場藝術節、上海國際藝術節、北京國家大劇院打擊樂節、印尼薩里哈拉國際表演藝術節、新加坡華藝節、曼谷國際舞蹈音樂節、丹麥擊樂脈動藝術節等，也曾在美國華府雙橡園、加拿大伊莉莎白女王劇院等地演奏，並曾與上海交響樂團、廣州交響樂團、中國愛樂交響樂團、深圳交響樂團等合作舉辦全場擊樂協奏曲演出。
美國紐約時報曾報導樂團「擁有高熱誠、活力，團員具高度競爭力」，美國勞倫斯世界報亦曾報導樂團「以其傑出的音樂性及優異的演出著名……他們的人格特質為他們的演出增添了歡愉的氣氛」；國際打擊樂藝術協會稱其「迅速擴展了音樂教育，並在打擊樂推廣方面擁有傑出的成就」；俄羅斯第一電視台專題報導描述《木蘭》為「結合了京劇和現代歐洲戲劇的風格，象徵著新舊融合的亞洲現實藝術在此誕生。」

## 外部連結
- 官方网站
- 朱宗慶打擊樂教學系統
- 朱宗慶打擊樂團的Facebook專頁
- 朱宗慶打擊樂團的Instagram帳戶
- YouTube上的朱宗慶打擊樂團頻道